# Heinrich Hoos
Heinrich Hoos (* 4. Mai 1809 in Ransbach im Schwalm-Eder-Kreis; † 15. Mai 1875 ebenda) war ein deutscher Bürgermeister und Mitglied der Zweiten Kammer der kurhessischen Ständeversammlung.

## Leben
Heinrich Hoos war in seinem Heimatort als Bürgermeister tätig, als er 1842 in dieser Funktion ein Mandat für die Zweite Kammer der kurhessischen Ständeversammlung erhielt. 1844 endete die Wahlperiode des 8. Landtags.
1847 kam er wieder in das Parlament, gewählt für die Schwälmer Bauern und Höchstbesteuerten des Wahlbezirks Fritzlar. 
Er blieb bis 1850 in dem Parlament, das nach den Unruhen im Jahre 1830 zum Zweck der Beratung und Verabschiedung einer Verfassung gebildet wurde und bis 1866 Bestand hatte, als das Land Hessen durch Preußen annektiert wurde.